# Bologhine
Bologhine (în arabă بولوغين) este o comună din provincia Alger, Algeria.
Populația comunei este de 43.835 de locuitori (2008).